# Nenadievka, Romnî
Nenadievka (în ucraineană Ненадієвка) este un sat în comuna Hrîșîne din raionul Romnî, regiunea Sumî, Ucraina.

## Demografie
Componența lingvistică a localității Nenadievka
     Ucraineană (92%)
     Rusă (8%)
Conform recensământului din 2001, majoritatea populației localității Nenadievka era vorbitoare de ucraineană (92%), existând în minoritate și vorbitori de rusă (8%).